# 6 августа
6 августа — 218-й день года (219-й в високосные годы) по григорианскому календарю.
До конца года остаётся 147 дней.
До 15 октября 1582 года — 6 августа по юлианскому календарю, с 15 октября 1582 года — 6 августа по григорианскому календарю.
В XX и XXI веках соответствует 24 июля по юлианскому календарю.

## Праздники и памятные дни
См. также: Категория:Праздники 6 августа

### Международные
- Международный день «Врачи мира за мир».
- Всемирный день борьбы за запрещение ядерного оружия[2].

### Национальные
- Аргентина — День ребёнка.
- Боливия — День независимости.
- ОАЭ — Национальный праздник Восшествия (приход к власти правителя эмирата Абу-Даби шейха Зайда ан-Нахайяна — первого президента ОАЭ).
- Россия — День железнодорожных войск.
- Ямайка — День независимости.

### Религиозные
Католицизм
- Преображение Господне.

 Православие
- Память мученицы Христины Тирской (ок. 300);
- память мучеников благоверных князей Бориса и Глеба, во Святом Крещении Романа и Давида (1015);
- память преподобного Поликарпа Печерского, архимандрита (1182)[6];
- обретение мощей преподобного Далмата Исетского (1994);
- память священномученика Алфея Корбанского, диакона (1937);
- память священноисповедников Николая Понгильского (1942) и Иоанна Оленевского (Калинина) (1951), пресвитеров;
- память святителя Георгия (Конисского), архиепископа Могилевского (1795)[7].

### Именины
- Православные[8] (дата по новому стилю):
  - Мужские:
    - Алфей — священномученик Алфей (Корбанский).
    - Анатолий.
    - Афанасий (Афанас, Апанас, Опонас) — мученик Афанасий Икийский.
    - Боголеп — преподобный Боголеп Черноярский.
    - Борис и Роман — страстотерпец князь Борис (в крещении Роман).
    - Глеб и Давид — страстотерпец князь Глеб (в крещении Давид).
    - Ермоген (Гермоген) — мученик Ермоген.
    - Измарагд — Измарагд Армянский.
    - Иларион (Илларион) — Иларион Тавлэли.
    - Именей — мученик Именей.
    - Иоанн (Иван) — исповедник Иоанн (Калинин, Оленевский).
    - Капитон — мученик Капитон.
    - Николай — священномученик Николай (Понгельский).
    - Папа (Паппа, Паппий).
    - Поликарп — преподобный Поликарп Печерский.
    - Фантин — Фантин Чудотворец.
    - Феофил — мученик Феофил Хиосский.

  - Женские:
    - Христина (Кристина) — мученица Христина Тирская.

## События
См. также: Категория:События 6 августа

### До XIX века
- 939 — Испанцы разбили мавров в битве у Саламанки.
- 1181 — Китайские и японские астрономы наблюдают вспышку сверхновой звезды SN 1181 (4-6 августа).
- 1223 — в Реймсском соборе короновали Людовика VIII и Бланку Кастильскую.
- 1284 — Оберто Дориа разбил флот Пизы в битве при Мелории.
- 1378 — Битва на реке Воже (Рязанщина): князь Дмитрий Иванович, впоследствии Донской, разбил карательную экспедицию Мамая.
- 1492 — Одна из каравелл Христофора Колумба уже на третий день пути потеряла свой руль, из-за чего экспедиция задержалась в Тенерифе.
- 1496 — Бартоломео Колумб основал г. Санто-Доминго — столицу Доминиканской Республики.
- 1497 — В Бристоль вернулась экспедиция Джона Кабота, открывшая Канаду.
- 1502 — Дионисий начал роспись Ферапонтова монастыря.
- 1517 — Франциск Скорина в Праге издает кириллическим шрифтом «Псалтырь», первую белорусскую печатную книгу.
- 1538 — Хименес де Кесада основал город Богота[9].
- 1723 — Во время персидского похода русской армии и флота 1722 — 1723 русским десантом взят Баку.
- 1726 — подписан союзный договор между Священной Римской и Российской империей.
- 1777 — Сражение при Орискани (Война за независимость США)
- 1790 — Писатель А. Радищев приговорён к казни за книгу «Путешествие из Петербурга в Москву».

### XIX век
- 1806 — последний император Священной Римской империи Франц II отрёкся от престола, что означало конец империи.
- 1810 — в США проведена перепись населения, насчитавшая 7 239 881 жителя.
- 1817 — начало строительства новой Нижегородской ярмарки.
- 1825 — конгресс в городе Чукисаке (совр. Сукре) объявил о независимости Верхнего Перу, названного Боливией.
- 1828 — в Канаде состоялась первая Королевская регата, самое старое спортивное соревнование Северной Америки, дошедшее до наших дней.
- 1851 — Китай и Россия подписали Кульджинский торговый договор, положивший начало официальным торговым отношениям этих стран.
- 1866 — остров Ванкувер включён в состав Британской Колумбии.
- 1888 — в Тярлево (под Петербургом) проведены соревнования по бегу, положившие начало российской лёгкой атлетике.
- 1889
  - Проведён последний бой боксёров без перчаток.
  - В Лондоне открыт отель «Савой», первая в мире гостиница с ванной в каждом номере.
- 1890 — убийца Уильям Кеммлер (William Kemmler) стал первым казнённым на электрическом стуле (Нью-Йорк).
- 1893
  - С 6 по 12 августа в Цюрихе прошёл третий конгресс II Интернационала. Среди прочих на нём были приняты решения о праздновании 1 мая и исключении из организации анархистов.
  - В Греции открыт Коринфский канал.
- 1896 — Мадагаскар провозглашён французской колонией.

### XX век
- 1914 — Первая мировая война: Австро-Венгрия объявила войну России.
- 1915 — Первая мировая война: «Атака мертвецов» под крепостью Осовец в ходе Первой мировой войны.
- 1916 — Черногория предложила Сербии объединиться в федерацию.
- 1917 — сформировано второе коалиционное Временное правительство под председательством Керенского.
- 1918 — белые войска взяли Казань.
- 1926
  - 20-летняя Гертруда Эдерле первой из женщин переплыла Ла-Манш. Расстояние в 56 км она преодолела за 14 часов 31 минуту, на 1 час 59 минут улучшив прежнее достижение мужчин.
  - Киностудия Warner Brothers представила на суд зрителей фильм «Дон Жуан» со звуковой системой «Витафон», позволявшей синхронизировать музыкальное сопровождение с кинокадрами.
- 1929 — в Бристоле открылись первые в Великобритании курсы автовождения.
- 1932
  - Окрылся первый Венецианский кинофестиваль.
  - Между озёрами Эри и Онтарио (Северная Америка) открыт канал Велланд.
- 1935 — Открытие первых всесоюзных соревнований по парашютному спорту.
- 1940
  - Эстония принята в состав СССР.
  - Арест Николая Вавилова в Черновцах.
- 1942 — Вторая мировая война: нацистами уничтожено гетто в Микашевичах.
- 1945 — Вторая мировая война: американская атомная бомбардировка японского города Хиросима.
- 1952 — Крушение на станции Дровнино, крупнейшая на тот момент железнодорожная катастрофа в Советском Союзе (109 погибших и 211 раненных).
- 1955 — под Воронежем произошла катастрофа самолёта Ил-14М, погибли 25 человек.
- 1958 — США провели атмосферные ядерные испытания на острове Джонстон.
- 1961 — запущен космический корабль «Восток-2», который пилотировал гражданин Советского Союза лётчик-космонавт майор Герман Титов.
- 1962 — Ямайка стала независимой после существования в течение 300 лет в качестве Британской колонии.
- 1965 — в Англии выпущен пятый альбом The Beatles «Help!».
- 1968 — диск группы The Doors — «Waiting for the Sun» — стал «золотым».
- 1969
  - вертолёт Ми-12 установил мировой рекорд, подняв свыше 40 т полезной нагрузки на высоту 2255 метров.
  - 18 глав семей грузинских евреев обратились с письмом в ООН с просьбой помочь им выехать в Израиль.
- 1970 — Франция провела ядерные испытания на острове Муруроа.
- 1971 — группа Procol Harum дала концерт в канадском городе Эдмонтон вместе с местным симфоническим оркестром. Выпущенная позже пластинка стала одной из лучших в истории рок-музыки записи живьём.
- 1973
  - В изгнании умер бывший диктатор Кубы Фульхенсио Батиста.
  - Американская авиация «по ошибке» бомбила ряд мирных деревень Лаоса, из-за чего погибли сотни жителей.
- 1976 — Потерпел катастрофу советский дальний противолодочный самолёт Ту-142 из 76 ОПЛАП ДД.
- 1977 — в Мон-де-Марсан (Франция) прошёл второй и последний Европейский панк-рок фестиваль.
- 1981 — в США все бастующие авиадиспетчеры были уволены после того, как они не выполнили распоряжение президента страны вернуться на рабочие места.
- 1982 — итальянское правительство отдало распоряжение о ликвидации крупнейшего частного банка страны — миланского Banco Ambrosiano.
- 1986
  - Тимоти Далтон был выбран исполнителем роли Джеймса Бонда в очередном, пятнадцатом, фильме о похождениях секретного агента 007.
  - Фил Кац выпустил в продажу архиватор PKARC версии 1.0 для IBM.
- 1991
  - Атомная подводная лодка К-407 «Новомосковск» впервые в мире провела залп 16 межконтинентальных баллистических ракет Р-29РМ — операция «Бегемот-2».
  - В CERN на компьютере NeXT была создана первая в мире веб-страница с базовым набором HTML.
- 1992
  - Правительство России потребовало у прибалтийских республик 7,7 млрд дол. в обмен на вывод российских войск.
  - Шведский игрок в настольный теннис Ян-Уве Вальднер выиграл золото в одиночном разряде на Олимпийских играх в Барселоне.
- 1995 — хорватские власти объявили о ликвидации республики Сербская Краина.
- 1996
  - Чеченские боевики начинают штурм города Грозный.
  - НАСА объявило о том, что на метеорите ALH 84001, отколовшемся от Марса и упавшем на Землю, найдены остатки микроорганизмов, существовавших 3 млрд лет назад.
- 1997
  - Microsoft заявила, что она будет инвестировать 150 миллионов долларов в «Apple Computer Inc.».
  - При заходе на посадку в аэропорту города Аганья в джунглях тихоокеанского острова Гуам (США) потерпел катастрофу «Боинг‑747‑3B5» южнокорейской авиакомпании Korean Air Lines. Из 254 человек, находившихся на борту, погибли 228.

### XXI век
- 2002
  - Посредством хакерской атаки была взломана компьютерная сеть министерства обороны Японии.
  - Апелляционный суд девятого округа США постановил, что средства массовой информации имеют право на полный доступ и запечатление процедуры приведения в исполнения смертной казни в штате Калифорния.
- 2005 — После отказа обоих двигателей самолёт ATR 72 компании Tuninter совершил аварийное приводнение в Средиземном море, погибли 16 из 34 человек, находившихся на борту.
- 2008 — Военный переворот в Мавритании.
- 2011 — в Афганистане талибами сбит вертолёт Boeing CH-47 Chinook, 38 погибших.
- 2012 — Марсоход «Кьюриосити» совершил удачную посадку на Марс[10].
- 2014 — По указу президента России Владимира Путина были введены продовольственные контрсанкции (запрет на ввоз из стран ЕС, США, Канады, Австралии и Норвегии в Россию рыбы, мяса, овощей и фруктов).
- 2024 — Вторжение России на Украину: начались бои в Курской области.

## Родились
См. также: Категория:Родившиеся 6 августа

### До XVIII века
- 1504 — Мэттью Паркер (ум. 1575), архиепископ Кентерберийский (1559—1575), капеллан короля Генриха VIII.
- 1638 — Николя Мальбранш (ум. 1715), французский философ-идеалист, главный представитель окказионализма.
- 1644 — Луиза де Лавальер (ум. 1710), герцогиня де Лавальер и де Вожур, фаворитка Людовика XIV.
- 1651 — Франсуа Фенелон (ум. 1715), французский писатель, теолог, архиепископ Камбре.
- 1667 — Иоганн Бернулли (ум. 1748), швейцарский математик, брат Якоба Бернулли, отец Даниила Бернулли.

### XVIII век
- 1715 — Люк де Клапье Вовенарг (ум. 1747), французский мыслитель, эссеист, моралист.
- 1766 — Уильям Хайд Волластон (ум. 1828), английский учёный, врач, физик и химик, член Лондонского королевского общества.
- 1768 — Жан Батист Бессьер (ум. 1813), маршал Франции при Наполеоне I.
- 1789 — Илья Буяльский (ум. 1866), придворный хирург, бальзамировщик высочайших особ.
- 1795 — Генрих Розе (ум. 1864), немецкий химик.

### XIX век
- 1809 — Альфред Теннисон (ум. 1892), английский поэт.
- 1835 — Константин Поленов (ум. 1908), русский учёный-металлург.
- 1844 — Альфред, герцог Эдинбургский (ум. 1900), второй сын британской королевы Виктории, супруг русской великой княжны Марии Александровны.
- 1856 — Аполлинарий Васнецов (ум. 1933), русский советский живописец и график, автор трудов по теории искусства, истории, археологии.
- 1868 — Поль Клодель (ум. 1955), французский писатель, дипломат.
- 1881 — Александр Флеминг (ум. 1955), шотландский бактериолог, первым обнаруживший антибиотик пенициллин, лауреат Нобелевской премии (1945).
- 1893 — Александр Белышев (ум. 1974), комиссар крейсера «Аврора», отдавший приказ о холостом залпе, послужившем сигналом к началу Октябрьской революции.
- 1898 — Василий Казин (ум. 1981), русский советский поэт.
- 1899 — Акакий Васадзе (ум. 1978), грузинский актёр, театральный режиссёр, педагог, народный артист СССР.

### XX век
- 1902 — Маргарете Клозе (ум. 1968), немецкая оперная певица (меццо-сопрано) и педагог.
- 1903 — Борис Платонов (ум. 1967), белорусский актёр театра и кино, народный артист СССР.
- 1910
  - Николай Будашкин (ум. 1988), советский композитор, народный артист РСФСР.
  - Чарльз Крайтон (ум. 1999), английский кинорежиссёр и продюсер.
- 1911 — Люсиль Болл (ум. 1989), американская актриса, телепродюсер, героиня сериала «Я люблю Люси».
- 1913 — Александр Ишлинский (ум. 2003), советский и российский учёный-механик, организатор науки, педагог, академик АН СССР и РАН, Герой Социалистического Труда.
- 1914 — Леонид Грошев (ум. 1986), военный лётчик, Герой Советского Союза.
- 1915 — Валентин Левашов (ум. 1994), композитор, хоровой дирижёр, народный артист СССР.
- 1917 — Роберт Митчем (ум. 1997), американский киноактёр, сценарист и продюсер, лауреат премии «Золотой глобус».
- 1918 — Милослав Поспишил (повешен в 1951), чехословацкий антикоммунист, один из лидеров повстанческой организации «Гостинские горы».
- 1928 — Энди Уорхол (наст. имя Андрей Варгола; ум. 1987), американский художник, продюсер, дизайнер, писатель, издатель.
- 1931 — Умберто Ленци (ум. 2017), итальянский кинорежиссёр.
- 1932
  - Владимир Бурич (ум. 1994), русский советский поэт, переводчик.
  - Аннели Саули (ум. 2022), финская киноактриса.
  - Говард Ходжкин (ум. 2017), британский живописец и график.
- 1938 — Игорь Лученок (ум. 2018), белорусский композитор, автор популярных песен.
- 1939 — Анатолий Иванов (ум. 1996), советский и украинский кинорежиссёр.
- 1940 — Муху Алиев, государственный деятель Дагестана, в 2006—2010 гг. — президент Республики Дагестан.
- 1941 — Евгений Кучеревский (ум. 2006), советский и украинский футболист и тренер, заслуженный тренер СССР.
- 1947 — Мухаммед Наджибулла (убит в 1996), президент Афганистана (1987—1992).
- 1948 — Бауыржан Ногербек (ум. 2017), казахский киновед, историк и теоретик кино.
- 1949 — Николай Ковалёв (ум. 2019), российский государственный деятель и политик, директор ФСБ России (1996—1998), генерал армии.
- 1950 — Дэвид Гамбург, американский и российский продюсер, актёр, режиссёр, сценарист и продюсер.
- 1951
  - Любомир Госейко, украинский киновед и историк кино.
  - Кэтрин Хикс, американская актриса кино и телевидения, певица.
- 1955 — Том Сандберг, норвежский двоеборец, олимпийский чемпион (1984), двукратный чемпион мира (1982, 1984).
- 1957 — Фэйт Принс, американская актриса и певица, лауреат премии «Тони».
- 1960 — Филипп Омнес, французский фехтовальщик-рапирист, олимпийский чемпион (1992), чемпион мира (1990).
- 1962 — Мишель Йео, малайзийская киноактриса и танцовщица китайского происхождения.
- 1963 — Кевин Митник, американский программист, в прошлом известный в мире компьютерный хакер.
- 1965
  - Юки Кадзиура, японский музыкант, композитор, музыкальный продюсер.
  - Дэвид Робинсон, американский баскетболист, двукратный олимпийский чемпион (1992, 1996), чемпион мира (1986).
- 1969 — Майк Буденхольцер, американский баскетбольный тренер.
- 1970
  - Марина Могилевская, актриса театра и кино, заслуженная артистка России.
  - М. Найт Шьямалан, американский кинорежиссёр и сценарист индийского происхождения.
- 1971 — Меррин Данги, американская телевизионная актриса.
- 1972 — Джери Халлиуэлл, британская певица, бывшая участница группы Spice Girls.
- 1973 — Вера Фармига, американская актриса.
- 1974
  - Наталья Коренная, российская актриса театра и кино.
  - Эвер Кэррадайн, американская актриса.
- 1975 — Ренате Гётшль, австрийская горнолыжница, трёхкратная чемпионка мира (1997, 1999, 2007).
- 1976
  - Мелисса Джордж, австралийская актриса.
  - Солейл Мун Фрай, американская актриса, режиссёр и сценарист.
- 1978 — Мариса Миллер, американская модель и актриса.
- 1981 — Ирина Рахманова, российская актриса.
- 1982
  - Ромола Гарай, британская киноактриса.
  - Эдрианн Карри, американская модель.
  - Ксения Князева, российская актриса и фотомодель.
- 1983
  - Бьёрн Кирхайзен, немецкий двоеборец, 4-кратный призёр Олимпийских игр.
  - Робин ван Перси, нидерландский футболист, серебряный призёр чемпионата мира (2010).
  - Мартин Тёрнберг, шведский хоккеист, чемпион мира (2013).
- 1985 — Янина Студилина, российская актриса театра и кино, фотомодель, телеведущая.
- 1988 — Харри Песонен, финский хоккеист, олимпийский чемпион (2022), чемпион мира (2019, 2022).
- 1991 — Кейси Рол, канадская актриса.
- 1992 — Хань Цун, китайский фигурист (парное катание), олимпийский чемпион (2022), неоднократный чемпион мира и четырёх континентов.
- 1993 — Александр Хендрикс, бельгийский игрок в хоккей на траве, олимпийский чемпион (2020), чемпион мира (2018), чемпион Европы (2019).

### XXI век
- 2002 — Несса Барретт, американская певица и автор песен.

## Скончались
См. также: Категория:Умершие 6 августа

### До XIX века
- 1221 — Доминик (р. 1170), кастильский дворянин, основатель ордена доминиканцев.
- 1458 — Каликст III (в миру Альфонсо ди Борджа; р.1378), 209-й Папа Римский (1455—1458).
- 1530 — Якопо Саннадзаро (р. 1458), итальянский поэт и писатель, гуманист.
- 1585 — погиб Ермак Тимофеевич (р. 1532), казачий атаман, покоритель Сибири.
- 1637 — Бен Джонсон (р. 1572), английский поэт, драматург, актёр, теоретик драмы.
- 1657 — Богдан Хмельницкий (р. 1596), украинский гетман, полководец и государственный деятель.
- 1660 — Диего Родригес Веласкес (р. 1599), художник, крупнейший представитель испанского барокко.
- 1753 — погиб Георг Вильгельм Рихман (р. 1711), русский физик, первый исследователь электричества в России, создатель вольтметра.

### XIX век
- 1820 — Элиза Бонапарт (р. 1777), старшая из сестёр императора Франции Наполеона I.
- 1831 — Пьетро ди Готтардо Гонзаго (р. 1751), итальянский декоратор, архитектор, теоретик искусства; с 1792 г. жил и работал в России.
- 1837 — Павел Шиллинг (р. 1786), русский востоковед, электротехник, изобретатель.
- 1882 — Модест Богданович (р. 1805), русский военный историк.
- 1884 — Антонио Гутьеррес (р. 1812), испанский писатель, чьё произведение послужило основой для оперы Верди «Трубадур».
- 1892 — Сергей Третьяков (р. 1834), русский предприниматель, коллекционер и меценат, младший брат Павла Третьякова.

### XX век
- 1904 — Павел Вейнберг (р. 1846), русский писатель-юморист и актёр.
- 1925 — убит Григорий Котовский (р. 1881), российский революционер, советский военный и политический деятель, герой гражданской войны.
- 1931 — Бикс Байдербек (р. 1903), американский джазовый трубач.
- 1941 — Леонид Леонидов (р. 1873), актёр МХАТа, режиссёр, народный артист СССР.
- 1942 — погибли:
  - Януш Корчак (р. 1878), польский педагог, писатель, врач и общественный деятель;
  - Чолпонбай Тулебердиев (р. 1922), рядовой Красной Армии, предвосхитивший подвиг Александра Матросова, Герой Советского Союза.
- 1957 — Эрнст Линтон (р. 1880), канадский футболист, олимпийский чемпион (1904).
- 1959 — Престон Стёрджес (р. 1898), американский кинорежиссёр, сценарист и драматург.
- 1967 — погиб Юрий Гарнаев (р. 1917), советский лётчик-испытатель, Герой Советского Союза.
- 1969 — Теодор Адорно (р. 1903), немецкий философ, социолог и музыковед.
- 1973 — Фульхенсио Батиста (р. 1901), кубинский диктатор (1940—1944 и 1952—1959).
- 1976 — Григорий Пятигорский (р. 1903), американский виолончелист российского происхождения.
- 1978 — Павел VI (в миру Джованни Баттиста Энрико Антонио Мария Монтини; р. 1897), 262-й Папа Римский (1963—1978).
- 1979 — Феодор Феликс Конрад Линен (р. 1911), немецкий биохимик, нобелевский лауреат по физиологии и медицине (1964).
- 1980 — Марино Марини (р. 1901), итальянский скульптор, художник, гравёр.
- 1983 — Клаус Номи (р. 1944), американский поп- и рок-певец немецкого происхождения, одна из первых жертв СПИДа.
- 1986
  - Александр Куссуль (р. 1963), советский музыкант, скрипач группы «Аквариум».
  - Фернандес Эмилио (р. 1904), мексиканский кинорежиссёр, сценарист, актёр.
- 1988
  - Анатолий Левченко (р. 1941), советский космонавт, Герой Советского Союза.
  - Франсис Понж (р. 1899), французский поэт и эссеист.
- 1991 — Шапур Бахтияр (р. 1914), иранский политический деятель, последний премьер-министр монархического Ирана (1979).
- 1996 — Лев Мирский (р. 1925), советский кинорежиссёр и актёр.
- 1998 — Андре Вейль (р. 1906), французский математик.
- 2000
  - Евгений Григорьев (р. 1934), советский и российский сценарист.
  - Анатолий Жигулин (р. 1930), русский поэт.

### XXI век
- 2001 — Жоржи Амаду (р. 1912), бразильский писатель.
- 2002 — Эдсгер Дейкстра (р. 1930), голландский математик-программист, пионер структурного программирования.
- 2004 — Иван Воронов (р. 1915), актёр театра и кино, народный артист РСФСР.
- 2005
  - Валентин Никулин (р. 1932), актёр театра и кино, народный артист РСФСР.
  - Эмир Уссеин Чалбаш (р. 1918), советский лётчик-ас, военный лётчик-истребитель 1-го класса, участник Великой Отечественной войны.
- 2009 — Джон Хьюз (р. 1950), американский кинорежиссёр, сценарист и продюсер.
- 2012
  - Борис Разинский (р. 1933), советский футбольный вратарь, олимпийский чемпион (1956).
  - Валентин Черных (р. 1935), советский и российский киносценарист, драматург, продюсер, режиссёр.
- 2020 — Уилберт Макклюр (р. 1938), американский боксёр средней весовой категории, олимпийский чемпион (1960).

## Приметы
Борис и Глеб Летник.
- Борис и Глеб — поспел хлеб. К этому времени хлеба полностью поспевали, начиналась страда.
- Бориса и Глеба — паликопна (гроза жжёт копны), поэтому в поле старались не выезжать, за полевые работы не браться.
- На Глеба и Бориса за хлеб не берися[11].